# La Rippe
La Rippe é uma  comuna suíça do Cantão de Vaud, pertencente ao distrito de Nyon. É uma longa e estreita comuna que contacta as de Gingins, Chéserex e Crassier, e com a francês do País de Gex e a comunas de Divonne-les-Bains a Sul, e a de Prémanon a Noroeste.

## Geografia
La Rippe  com 16.6 km2 de área é um estreito e comprido rectângulo que só tem uma pequena zona agrícola de 35 %, uma ainda mais pequena zona habitacional e com infra-estructuras de 3.6 % onde vivem os 1 000 habitantes. Todo o resto que é superior a 56.7 % é coberto pela floresta ou zona de pastagens e que sobre quase até ao cimo da La Dôle, um cume na cordilheira do Jura que culmina a 1 677 m.
Com uma área de unicamente 2 km2 tem uma pequena zona ocupada pelas infra-estructuras  de 9% e 80 % dedicada à agricultura.

## História
La Rippe chamou-se "de Rippis" en 1384, depois "Rispas e Rispis" no século XV e todos derivam de ripe que quer dizer declive abrupto.
O território da comuna pertencia na Idade Média à abadia de Saint-Claude (Jura) e foi cedida aos Cistercianos da Abadia de Bonmont em 1307. Em 1319 esteve sobre a protecção da Casa de Saboia antes de passar aos Senhores de Berna em 1536.